# 蒙古汤面中本
蒙古汤面中本（日语： Mōkotanmen Nakamoto）是日本的拉面连锁店，其总店位于日本东京都丰岛区。创业时的总店在东京都板桥区。

## 沿革
蒙古汤面中本的前身是饭店中国料理中本。1968年9月，中本正在东京都板桥区创办中国料理中本。创业时中本就以辛辣口味为主打，提供很多少见于日式中华料理的菜肴。1998年12月，店铺由于中本的健康问题而歇业。
白根诚是中本20年间的常客，他因为热爱中本的菜肴，而立志继承中国料理中本，在中本门下学习，并成为中国料理中本的第二代传人。2000年，中国料理中本改名为蒙古汤面中本，重新开始营业。
2008年，日清食品与蒙古汤面中本合作，在11月推出了一款蒙古汤面中本品牌的杯面，并在日清旗下的7-11、伊藤洋华堂的一部分店铺，与蒙古汤面中本品牌的生麵、便当一同进行限定贩售。与日清合作的杯面口味较蒙古汤面中本自家店铺的拉面辣味更弱，并提供独立的辣味油包，以更适合不习惯辛辣的消费者。

## 店铺
截至2018年9月26日，蒙古汤面中本有22家店铺，所有店铺（包括已关闭的店铺）全部位于首都圈内，其中6家为独立经营。总店在东京都丰岛区西池袋。其余店铺分布为：东京都23区内9家，东京都多摩地区4家，千叶县2家，埼玉县3家，神奈川县3家。

## 特色

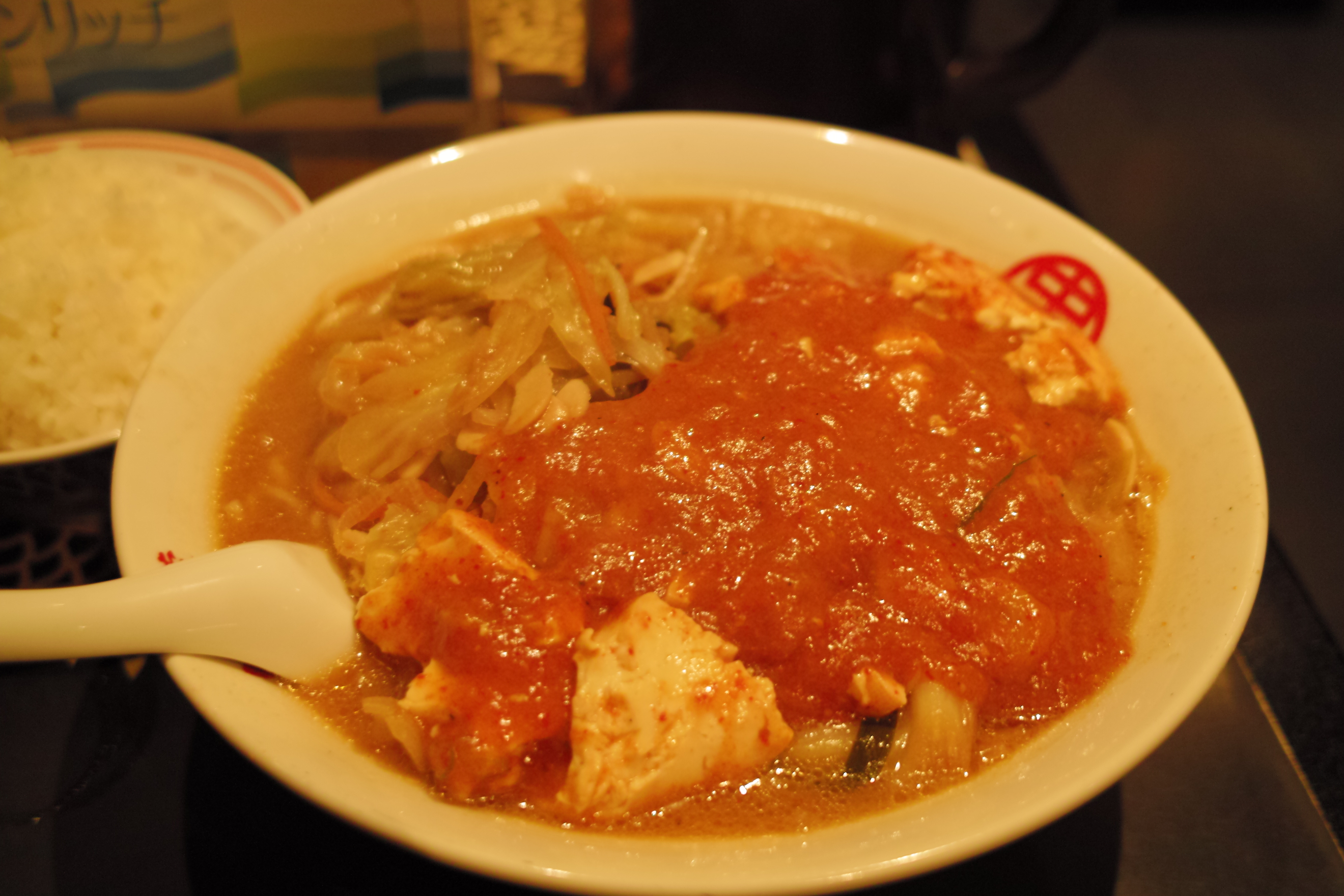
一份特大号的蒙古汤面

主打的蒙古汤面在面汤中加入大量的辣椒粉，因而口味辛辣；面条较粗。蒙古汤面中本的菜单中也有一些少见于普通日本中华料理的菜色，其中大部分是辛辣口味。为了照顾不能吃辣的顾客，店铺也提供一些完全不辣的品目。菜单上对最辣的“北极拉面”“冷味噌拉面”附有“初次品尝的顾客敬请小心”的提示语。
店铺的主色调为红色，象征辛辣的辣椒粉。
在2016年7月19日，與魔法少女☆伊莉雅合作，推出麻婆豆腐拉麵，售價730日圓。

## 与蒙古的关系
经营者白根诚曾在2011年接受《东京新闻》采访时否认蒙古汤面中本与实际上的蒙古饮食有关。他表示：“取名为‘蒙古汤面’是上一代店主（中本正）的创意，因为觉得蒙古给人的印象非常寒冷，适合辛辣的食物。实际上我们和蒙古没有任何关系。”
蒙古拉面中本也提供包含其他地名的料理，例如中国丼（浇中华卤汁和麻婆豆腐的盖饭，总店限定）、桦太拉面（麻婆豆腐盖饭）等。

## 关联条目
- 蒙古烤肉
- 成吉思汗羊肉